# Quartz Composer
Quartz Composer ist eine knotenbasierte visuelle Programmierumgebung von Apple zum Verarbeiten und Rendern von Grafikdaten.
Quartz Composer erstellt der Benutzer sogenannte Patches, die dann von der Quartz-Grafik-Engine ausgeführt werden. Die Patches basieren dabei auf anderen Patches, die über Ein- und Ausgänge miteinander verbunden werden. Patches können Funktionen wie Filter oder Effekte bereitstellen, einfache Bilder und Animationen generieren und dabei Eingaben wie Maus und Tastatur miteinbeziehen.
Das System nutzt selbst an einigen Stellen Quartz Composer Patches, z. B. bei den Visualizern in iTunes, den Effekten in iChat oder bei den Bildschirmschonern.
Die fertigen Patches können in einer weiteren Anwendung, dem Quartz Composer Visualizer, geladen und ausgeführt werden. Weiterhin ist damit das Anzeigen und Ausführen der Patches über ein Netzwerk möglich. Damit können mehrere Rechner mit mehreren Bildschirmen zu einer „Bildschirmwand“ zusammengeschlossen werden, von denen jeder nur einen Teil des Patches zeigt.
Quartz Composer war seit Mac OS X 10.4 „Tiger“ Teil von Xcode, ist aber seit Xcode 4.3 (das nur noch in einem einzigen App-Bundle ausgeliefert wird) nicht mehr enthalten. Im Download-Bereich steht Quartz Composer registrierten Entwicklern jedoch weiterhin kostenlos zur Verfügung.